# Friedrich VIII. (Zollern)
Friedrich VIII. von Zollern († 1333), genannt „Ostertag“, war ein Graf von Hohenzollern.

## Leben
Friedrich war der jüngere Sohn des Grafen Friedrich VI. von Zollern aus dessen Ehe mit Kunigunde (1265–1310), Tochter des Markgrafen Rudolf I. von Baden. Friedrich VIII. trat 1309, nach dem Tod seines Bruders Friedrich VII., als regierender Graf auf und herrschte mit dem Tod seines Neffen Fritzli I. um 1313 allein über Zollern. Bei der Teilung des Landes mit seinem Bruder hatte er die Linie Hohenzollern begründet.
Der Graf wurde in alten Briefen als eine heitere und menschenfreundliche Person geschildert. Er verbrachte gerne viel Zeit im Kreise seiner Familie. Ebenso war er aber auch, so schilderte ein anderer Autor, ein entschlossener Mann des Krieges. Er beteiligte sich an den großen Parteikämpfen seiner Zeit zunächst auf Seiten Österreichs und schließlich an der Seite Kaiser Ludwigs des Bayern.

## Nachkommen
Der Name der Ehefrau Friedrichs VIII. ist nicht nachgewiesen. Aus seiner Ehe hatte er folgende Kinder:
- Fritzli II. († 1355/9), Graf von Zollern
- Friedrich IX., gen. der ältere Schwarzgraf († 1377/9), Graf von Hohenzollern, Schwarzgräfliche Linie

⚭ 1341 Gräfin Adelheid von Hohenberg († nach 1385)
- Friedrich von Zollern (Prior), Prior des Johanniterordens
- Friedrich der Straßburger († 1365), Graf von Hohenzollern, Straßburger Linie

⚭ 1343 Gräfin Margarete von Hohenberg-Wildberg